# Brenda Mäder

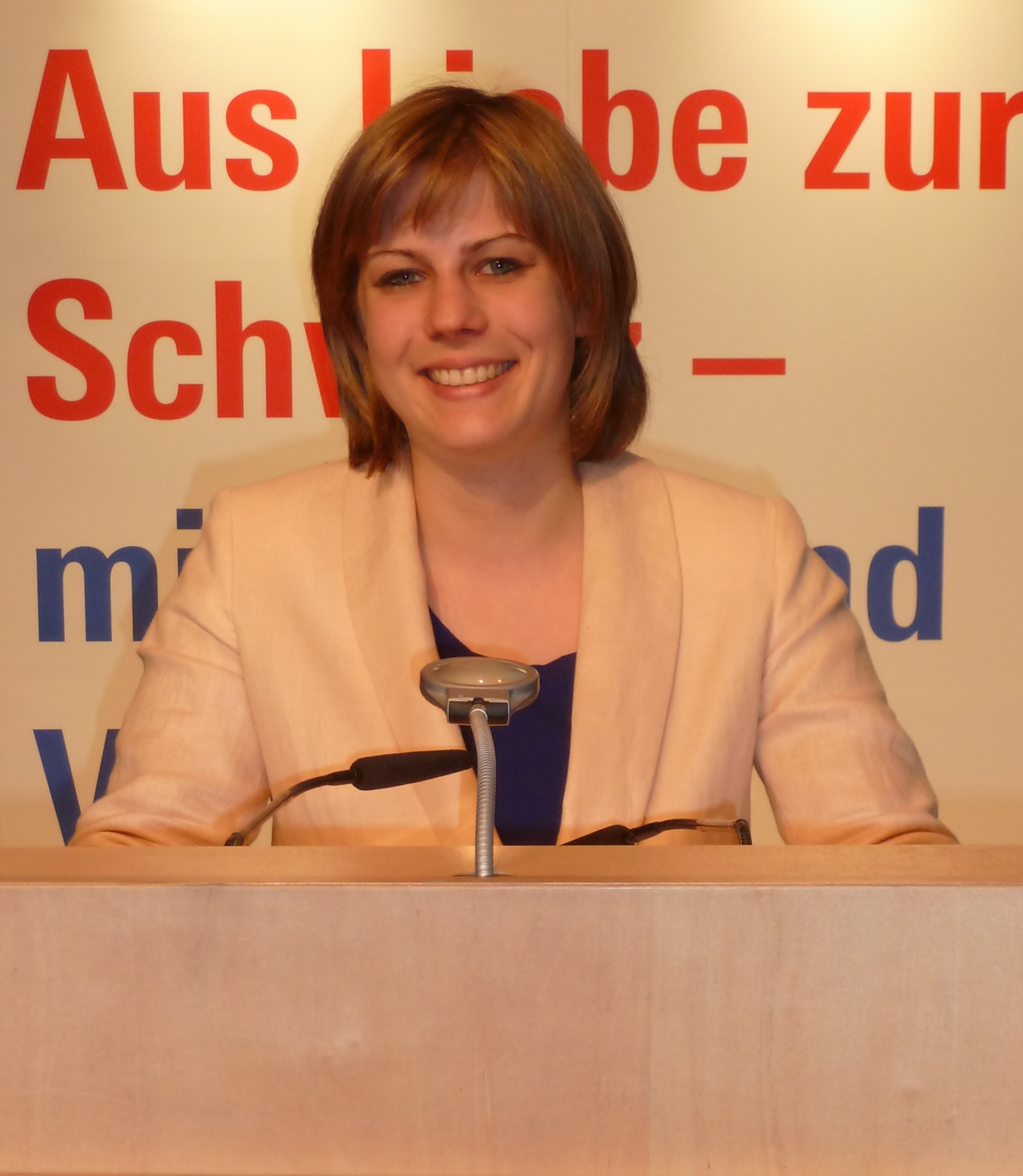
Brenda Mäder (2011)

Brenda Mäder (* 24. April 1986) ist eine Schweizer Politikerin (FDP). Sie ist ehemalige Präsidentin der Jungfreisinnigen Schweiz und Mitglied der Jungfreisinnigen Thurgau seit 2004.

## Biografie
Mäder ist in Weinfelden im Kanton Thurgau aufgewachsen. Nach der Matura an der Kantonsschule Frauenfeld studierte sie ab 2004 Betriebswirtschaftslehre an der Universität St. Gallen und schloss 2007 mit einem Bachelor ab. Dabei absolvierte sie ein Auslandssemester an der Wirtschaftsuniversität Prag. Ab 2008 studierte sie Banking and Finance im Masterstudium der Universität St. Gallen und erlangte den Master im April 2011. Von 2010 bis 2011 arbeitete Mäder bei der Thurgauer Kantonalbank in Weinfelden. Seit Januar 2012 ist sie in der Strategieberatung tätig, seit 2023 als Partnerin. Zwischenzeitlich hat sie ebenfalls ein Bodywear Unternehmen geführt.
Sie war von 2008 bis April 2012 Mitglied des Vorstands der Jungfreisinnigen Schweiz und der Jungfreisinnigen Thurgau. 2009 war sie Vizepräsidentin der Jungfreisinnigen Schweiz. Von Februar 2010 bis April 2012 leitete sie als Präsidentin die Jungfreisinnigen Schweiz und war Mitglied der Parteileitung der FDP Schweiz sowie der FDP Thurgau. Sie kandidierte für die FDP für den Nationalrat bei den Schweizer Parlamentswahlen 2011 und erlangte bei den Grossratswahlen 2012 den ersten Ersatzplatz für die FDP des Bezirks Weinfelden.

## Politisches Wirken
Mäder erlangte u. a. nationale Aufmerksamkeit als Mitinitiantin des erfolgreichen Referendums gegen die Buchpreisbindung Anfang 2012. Sie war ebenfalls im Initiativkomitee der ‚No Billag‘ Initiative aktiv und trat in der Jungkampagne der Abstimmung als Befürworterin zur Senkung des Umwandlungssatzes prominent auf.
Zusammen mit Simon Scherrer, Präsident der Jungfreisinnigen der Stadt St. Gallen und dem Zürcher Silvan Amberg, ehemaliger Präsident der Homosexuellen-Organisation der FDP, gründete sie die Unabhängigkeitspartei up!, welche sich als liberale Bewegung verstand. Die Unabhängigkeitspartei up! wurde am 18. Juni 2014 gegründet. Brenda Mäder zog sich kurze Zeit später auf Grund beruflicher Verpflichtungen und Auslandsaufenthalten zurück.
Seit 2023 ist Mäder Mitglied der FDP Kreis 7/8 in Zürich.